# 白ロシア・ソビエト社会主義共和国の国旗
白ロシア・ソビエト社会主義共和国の国旗は1919年に最初に制定され、その後も幾度かの変更が加えられた。1991年のソビエト連邦の崩壊によって一時は姿を消したが、1995年の国民投票によってほぼ同じデザインのものが独立ベラルーシの国旗として復活した。

## 変遷
1919年1月に樹立が宣言された白ロシア社会主義ソビエト共和国の旗は、革命の象徴としての赤旗であった。同年2月3日に採択された白ロシア共和国最初の憲法は、その国旗について次のように定めている。

1919年2月3日から1927年までの国旗

しかし、翌2月27日に白ロシア共和国はリトアニア共和国と合併してリトアニア＝白ロシア・ソビエト社会主義共和国（リトベル共和国）を形成した。リトベル共和国国旗は赤旗と考えられていたが、公式な法令によって定められたものではなかった。

リトアニア＝白ロシア・ソビエト社会主義共和国の国旗

ほどなくリトベル共和国が崩壊すると、翌1920年7月31日に再建された白ロシア共和国は、憲法の第32条によって1919年の国旗を復活させた。この国旗には国名の表示されたカントンを金色の帯で区切ったバリエーションもあったとみられる。1924年には、12月9日の白ロシア共和国人民委員会議 (be) と中央執行委員会 (ru) との議論により、翌10日に草案第51号「黄色の稲穂とオークの枝、鎌と槌、白ロシア風オーナメント上の «БССР» との表示、そしてその上部の五芒星の表示によるリースを配した赤旗」を新たな国旗として採択した（しかし、公布はされなかった）。
その後、1927年の改正憲法により、国旗には第75条に基づき変更が加えられた。

1927年から1937年2月10日までの国旗

国名表記には、中央執行委メンバーの記章デザインのように、«СС» を二重丸のように入れ子状にあしらったものも存在したのではないかと考えられる。
さらに、1937年2月10日からの新憲法の第120条で、国旗には次なる変更が加えられた。

1937年2月10日から1951年12月25日までの国旗

1951年に最高会議は科学アカデミーに新たな国旗の策定を命じた。そして、同年12月25日の最高会議幹部会令によって、マトリョーナ・マルケヴィチが1917年にデザインした「日の出」として知られる刺繍を取り入れ、芸術家のミハイル・グセフが制作した新たな国旗が承認された。
1981年4月9日に最高会議は新たな幹部会令を発し、国旗の裏面には五芒星と鎌と槌を表示しないことが定められた。
その後、ソビエト連邦の崩壊間際の1990年からミンスク市当局はベラルーシ人民共和国の国旗であった白赤白旗を合法化し、自身も市議会ビルにそれを掲げた。同年7月27日に最高会議は白ロシア共和国の主権宣言とともに国名を「ベラルーシ共和国」へと改称し、翌1991年8月25日にベラルーシはソ連からの独立を宣言した。同年9月19日、最高会議は代議員ニール・ヒレーヴィチの提案に基づき、白赤白旗を新たなベラルーシの国旗として承認した。
しかし、ルカシェンコ政権時代には国民投票を経て1995年6月7日に、国旗は若干の変更を除いては1951年制定のものへと戻された。その違いは、白ロシア共和国の国旗から鎌と槌と赤い星が取り除かれ、左部の装飾が赤地に白色から白地に赤色に変更されたのみであったが、2010年と2012年には装飾部分に若干の変更が加えられている。

ベラルーシ共和国の国旗（1991年9月19日 - 1995年6月7日）
ベラルーシ共和国の国旗（1995年6月7日 - 2010年1月1日）